# ルチェッライの聖母
- ルチェライの聖母

『ルチェッライの聖母』（ルチェッライのせいぼ、伊: Madonna Rucellai）は、ゴシック期のイタリアのシエナ派の画家ドゥッチョ・ディ・ブオニンセーニャによる板絵、テンペラ画。天使とともに即位した聖母子を描いた本作品は、現存する13世紀の板絵の中で最大の作品として知られる。フィレンツェのドミニコ会のサンタ・マリア・ノヴェッラ聖堂の礼拝堂を飾るため、ラウデーシ信心会によって委嘱された。制作に関する最初の契約は1285年になされ、おそらく1286年に完成した。1591年、絵画は隣接するはるかに大きなルチェッライ家の礼拝堂に移され、19世紀にウフィツィ美術館に移管された。

## 制作経緯
本作品は1308年から1311年制作の『荘厳の聖母（マエスタ）』とともに文書に記録されているドゥッチョの2点の絵画の1つであり、『ルチェッライの聖母』はそのうちの最初のものである。祭壇画はフィレンツェに新しく建てられたドミニコ会のサンタ・マリア・ノヴェッラ聖堂の翼廊の、聖母に捧げられた信徒会であるラウデージ信心会が占めていた礼拝堂を飾るためにラウデージ信心会によって委嘱された。1285年4月15日付けの絵画の契約書は、現存しているこの種の最も古いイタリアの文書である。契約書はドゥッチョが聖母子と「他の人物たち」の板絵を描くように依頼されたと述べており、そのために画家は150リラを支払われることになっていた。また祭壇画を仕上げている間、他の仕事に従事しないように芸術家に命じ、さらに作品全体が工房の援助なしにドゥッチョだけによって描かれなければならないことを規定している。さらに画家が聖母の衣服のためにウルトラマリンの絵具代を支払い、背景に本物の金箔を使用することも義務づけている。額装された板自体（1200年代最大のもの）は注文主であるラウデージ信心会によって支給された。注文主は作品の受け取りを拒否する権利を有していた。

## 作品

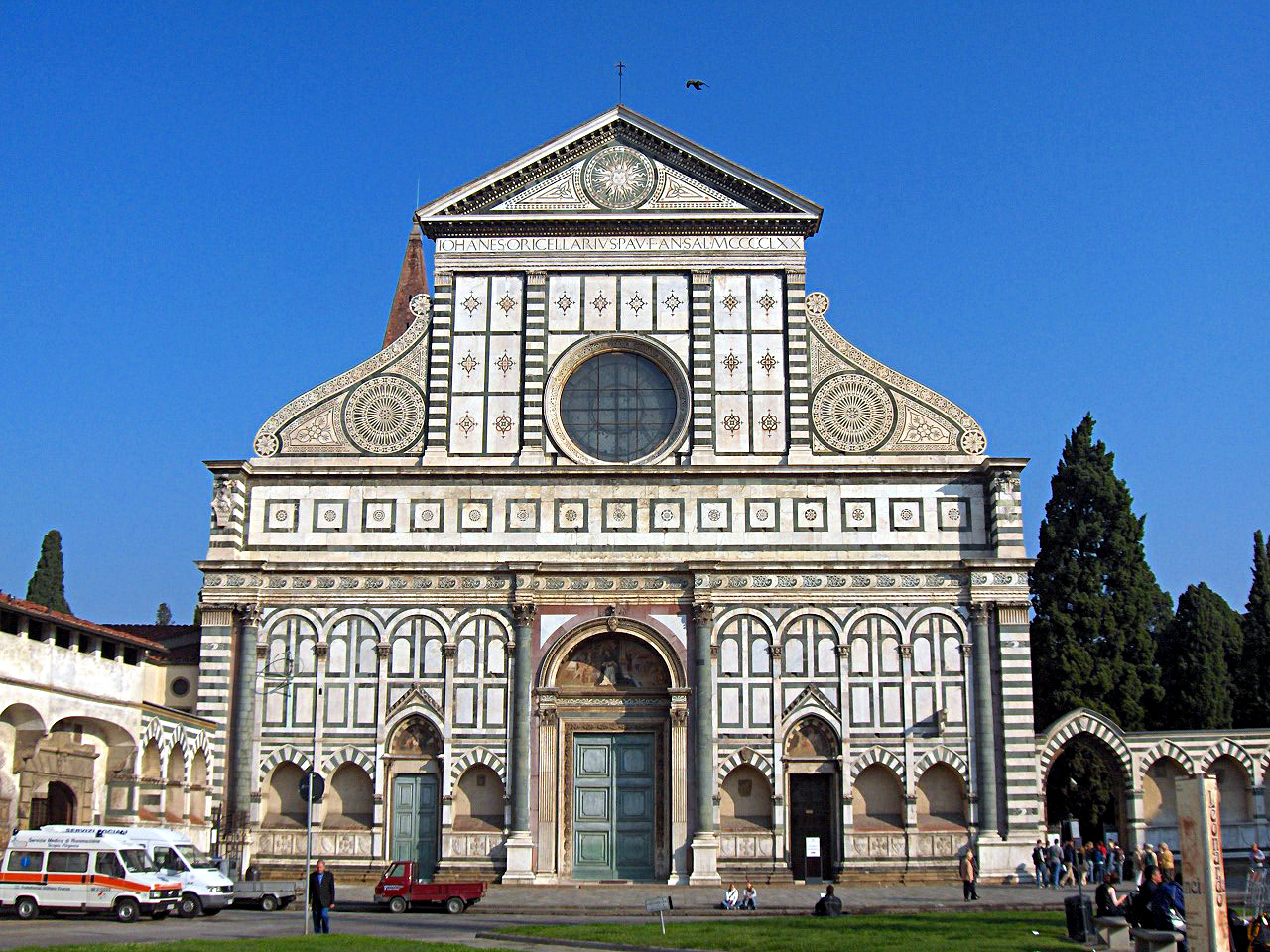
『ルチェッライの聖母』が置かれていたフィレンツェのサンタ・マリア・ノヴェッラ聖堂（1270年代）。

4.5 x 2.9メートルの大きさの作品は5枚のポプラ板に卵テンペラで描かれた。絵画のための板と額縁は熟練工によって構築され、その後、塗装のためにドゥッチョに引き渡されたのであろう。額縁は同じくポプラ材で制作されている。契約ではドゥッチョがラピスラズリを砕いた高価な群青を使用するよう要求されていたが、1989年に板絵を修復した修復家は、聖母の服の顔料がより安価なアズライトで代替されていると判断した。何世紀にもわたって青い顔料はかなり暗く変色し、肌色の下の緑の下塗りがより目立つようになった。最近の修復によりこれらの問題が修正され、それによって作品の色調の統一性と微妙な写実性が大幅に高められた。
絵画の図像は注文主のニーズとドミニコ会によって決定された。ラウデージ信心会の会員は礼拝堂に集い、賛歌や、あるいは聖母マリアを賛美するラテン語の賛美歌を歌ったのであり、聖母像はそうした賛辞の焦点となった。額縁周囲にある小円形画は、使徒、聖人、および聖ドミニコと聖トマス・アクイナスを含むドミニコ会の著名な会員を表している。
フィレンツェとシエナの激しい政治的対立を考えると、フィレンツェの市民グループがシエナの芸術家を選んだことは注目に値する。シエナは聖母マリアを守護聖人としてだけでなく、町の女王としても見なしていた。この聖母と町の関連性によって、グイド・ダ・シエナやドゥッチョのようなシエナの芸術家は聖母像を専門に描くようになった。『ルチェッライの聖母』の構図と図像の起源はビザンチンのイコンであるが、直近のシエナの作品をモデルにしており、ギリシャのモデルから直接由来したものではない。聖母の衣服と様式化された人体描写に見られる優雅さと洗練の強調は、フランスのゴシック美術（後の『荘厳の聖母」の様相によっても示唆されている）に精通していることを反映しているのかもしれない。

## 来歴
16世紀、美術史家のジョルジョ・ヴァザーリは『画家・彫刻家・建築家列伝』で本作品をドゥッチョの同時代の画家チマブーエに誤って帰属させた。この誤りは何世紀にもわたって訂正されなかった。 19世紀、フレデリック・レイトンは自分の最初の主要な絵画で『ルチェッライの聖母』が通りをパレードで運ばれている様子を描いた。この絵画には『行列で運ばれるチマブーエの著名な聖母』（1853-1855年）という題名がつけられている。しかし、1889年、歴史家のフランツ・ヴィックホフは『ルチェッライの聖母』とドゥッチョの『荘厳の聖母』の様式的選択を比較し、すぐに他の批評家はドゥッチョが『ルチェッライの聖母』を描いたことに同意した。

## 遺産

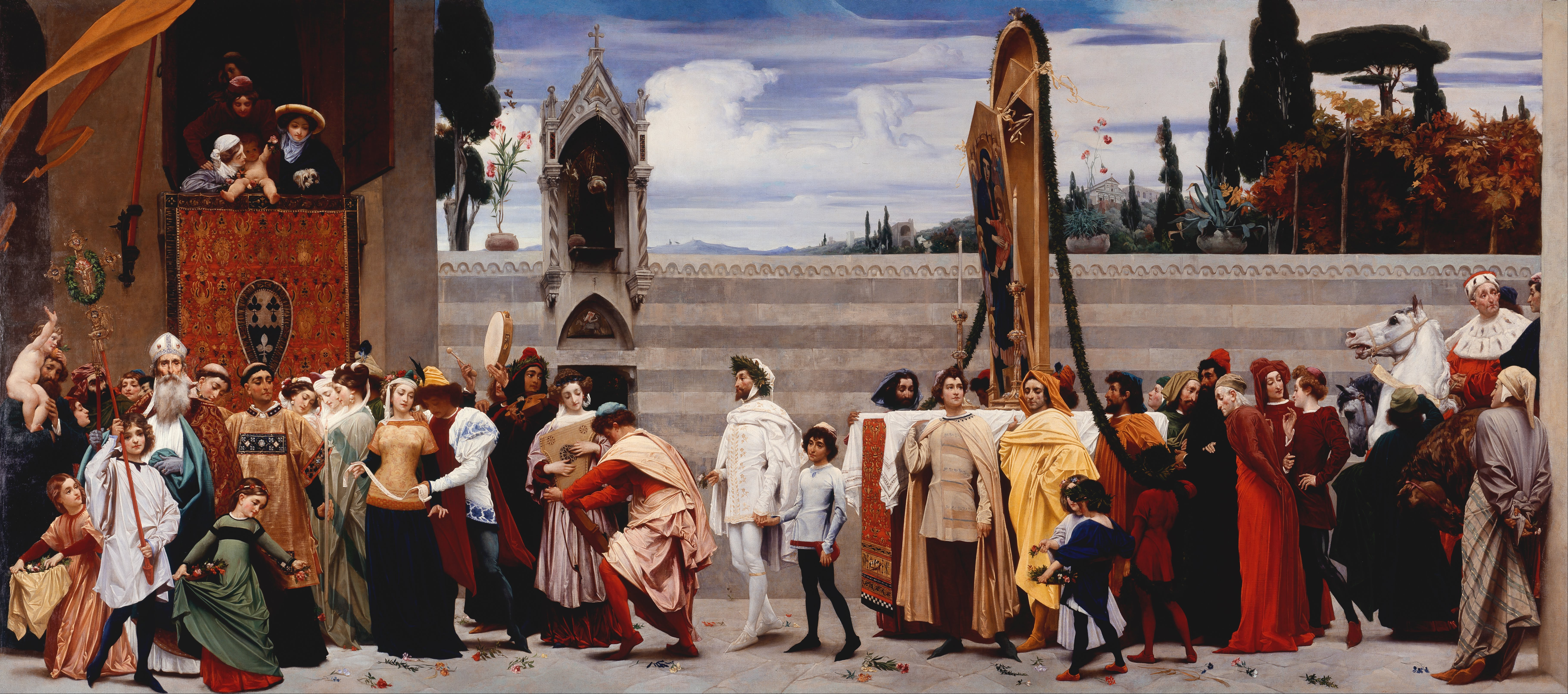
フレデリック・レイトンによる『行列で運ばれるチマブーエの著名な聖母』（1853-1855年）

『ルチェッライの聖母』は現在、チマブーエの『サンタ・トリニタの聖母』（1285年頃）とジョットの『オンニサンティの聖母』（1306年）とともに、ウフィツィ美術館の最初の展示室に掛けられている。この選択は、これらの芸術家の作品中にイタリアのルネサンス絵画の最初の瞬間（「i primi lumi」）を見出すということにおいてヴァザーリに従っている。中世後期のこの傾向的で目的論的な概念を、クアットロチェント（1400年代）の自然主義的、量感的、空間的関心への初期の具体化として見ることは、よくても誤解を引き起こすだけである。これは13世紀の図像を適切な歴史的文脈から切り離し、当時の画家が明らかに気づかなかったであろう、後の時代の類似して見える様式的特徴を選択し、強調する見方である。このような見方では、『ルチェッライの聖母』は、古めかしいイタリア的ビザンチン様式を超えた自然主義的な進歩としてしばしば説明されている。しかし、このような見方は、マサッチオよりもパレオロゴス時代の偶像との共通点がはるかに多く、金地で、高度に様式化された、実体のない図像を意図的に読み違えているのである。